# 프롬나드 플랑테
프롬나드 플랑테(프랑스어: Promenade plantée→가로수 산책길) 또는 쿨레 베르트(Coulée verte→초록 오솔길)는 파리 12구역에 위치한 버려진 고가철도 위에 지어진 4.7km (2.9 마일) 길이의 선형 공원이다. 1993년 완공하였다.

## 역사
프롬나드 플랑테는 1859년부터 바스티유 역에서 뱅센을 거쳐 베르뇌유레탕을 이었던 옛 뱅센 철도 위에 지어졌다.
이 노선은 1969년 12월 14일 운행을 종료하였고, 이 중 일부는 RER A선에 통합되었지만 파리와 뱅센 사이의 구간은 완전히 버려졌다.
그러다 1980년대에 들어 이 지역의 재생사업이 시작되었다.
1984년 바스티유 역은 바스티유 오페라 극장 건설을 위해 철거되었고, 르위 지역은 1986년 설계되어, 옛 르위 차량기지는 여러 공원 녹지에 하나로 합쳐졌다.
프롬나드 플랑테 또한 같은 시기에 바스티유와 옛날 파리의 초입인 몽탕프와브르 문 사이의 버려진 철도 구간을 재사용하기 위해 건설에 착수하였다.
조경 건축가 자크 베르젤리(Jacques Vergely)와 건축가 필립 마티유(Philippe Mathieux)가 공원을 설계해 1993년 완공하였다.
비아뒥데자르(Viaduc des Arts) 구간의 아케이드는 1989년 샤를페기 광장으로 새롭개 개보수 되었다.
파리시에 위치한 4.7km 길이의 이 공원은 2009년 뉴욕 시의 첼시 구역에 비슷한 폐 고가철도 위에 지어진 하이 라인의 1단계가 개장하기 전까지
개장 이후 몇년 동안 세계에서 유일한 고가 위 공원이었다.
2011년 2단계가 완공되어 하이 라인의 총 길이는 1마일까지 연장되었고,
3단계는 2014년 가을 완공될 예정이다.
시카고에서는 도시의 여러 지역을 통과하고 자전거도 달릴 수 있는 길이 3마일의 블루밍데일 트레일 건설을 계획하고 있다.

## 같이 보기
- 하이 라인